# William Edmondstoune Aytoun
William Edmondstoune Aytoun (ur. 21 czerwca 1813 w Edynburgu, zm. 4 sierpnia 1865 w Elgin) – szkocki poeta i humorysta.
Urodzony i wykształcony w Edynburgu. W 1863 roku rozpoczął współpracę z pismem „Blackwood's Magazine”, która trwała do końca jego życia. Tam właśnie zamieścił większość ze swych humorystycznych utworów prozatorskich, m.in. The Glenmutchkin Railway, How I Became a Yeoman i How I Stood for the Dreepdaily Burghs. W tym samym czasopiśmie opublikowano jego główne dzieło poetyckie, Lays of the Scottish Cavaliers, oraz częściowo autobiograficzną powieść, Norman Sinclair. Inne napisane przez Aytouna utwory to The Bon Gaultier Ballads (wspólnie z Theodorem Martinem) i Firmilian, a Spasmodic Tragedy, wydane pod pseudonimem T. Percy Jones. W 1845 roku Aytoun otrzymał katedrę retoryki na Uniwersytecie Edynburskim, a w 1852 nadano mu funkcję szeryfa Orkadów i Szetlandów. 
Tomik zatytułowany Poland, Homer, and other poems (Polska, Homer i inne utwory) poeta zadedykował księciu Adamowi Czartoryskiemu: To prince Adam Czartoryski, and Polish exiles, this volume is inscribed with that deep respect which their sufferings in the cause of freedom and their country demand, by the author. 
Jednym z jego utworów jest poemat Poland (Polska). Innym dłuższym dziełem jest poemat oktawą Homer. oprócz tego poeta napisał (strofą spenserowską) elegię na cześć Percy'ego Bysshe Shelleya, zatytułowaną A Lament for Percy Bysshe Shelley.